# 普雷吉亚克
普雷吉亚克（法語：Préguillac，法語發音：[pʁeɡijak]）是法国滨海夏朗德省的一个市镇，位于该省中南部，属于桑特区。

## 地理
普雷吉亚克（45°40'14"N, 0°36'59"W）面积6.6 平方千米，位于法国新阿基坦大区滨海夏朗德省，该省份为法国西部滨海省份，北起旺代省，西临大西洋，南至吉倫特省，东南接多爾多涅省，东北接德塞夫勒省接壤，东临夏朗德省。
与普雷吉亚克接壤的市镇（或旧市镇、城区）包括：贝尔讷伊、莱贡、泰松、泰纳克。

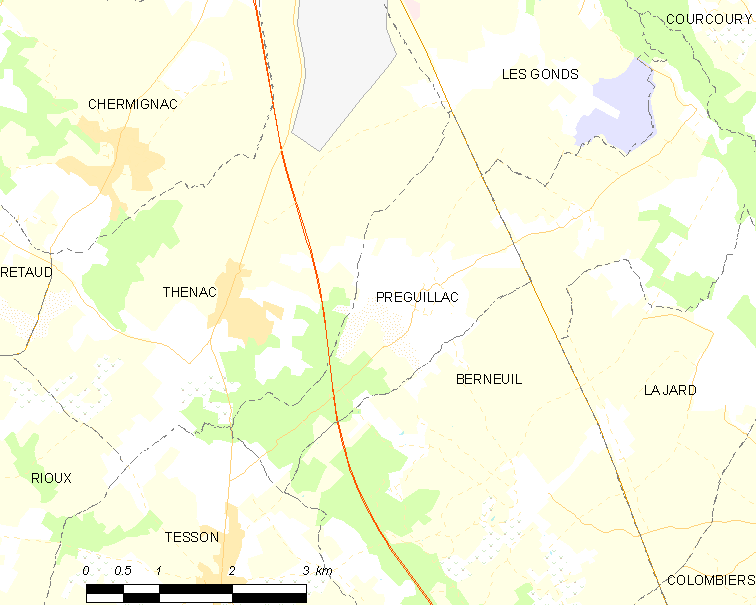
普雷吉亚克的OSM定位图

普雷吉亚克的时区为UTC+01:00、UTC+02:00（夏令时）。

## 行政
普雷吉亚克的邮政编码为17460，INSEE市镇编码为17289。

## 政治
普雷吉亚克所属的省级选区为泰纳克县。

## 人口

1962-2008年间普雷吉亚克人口变化图示

普雷吉亚克于2022年1月1日时的人口数量为438人。